# メフリーズ

メフリーズ（ペルシア語: مهريز、Mehrīz）とは、イランの都市で、ヤズド州メフリーズ郡の郡中心市に定められている。2012年の調査では人口28,263人。
メフリーズのパフラヴァーンプール庭園はガージャール朝時代に建設された庭園であり、2011年にUNESCOの世界遺産に登録された「ペルシャ式庭園」の一部を構成する。また、メフリーズ近郊にはイラン唯一の球状のキャラヴァンサライ（隊商宿）であるゼイノッディーン・キャラヴァンサライが建つ。ゼイノッディーン・キャラヴァンサライはサファヴィー朝のアッバース1世の治世に建てられたもので、現在はホテルとして使用されている
。

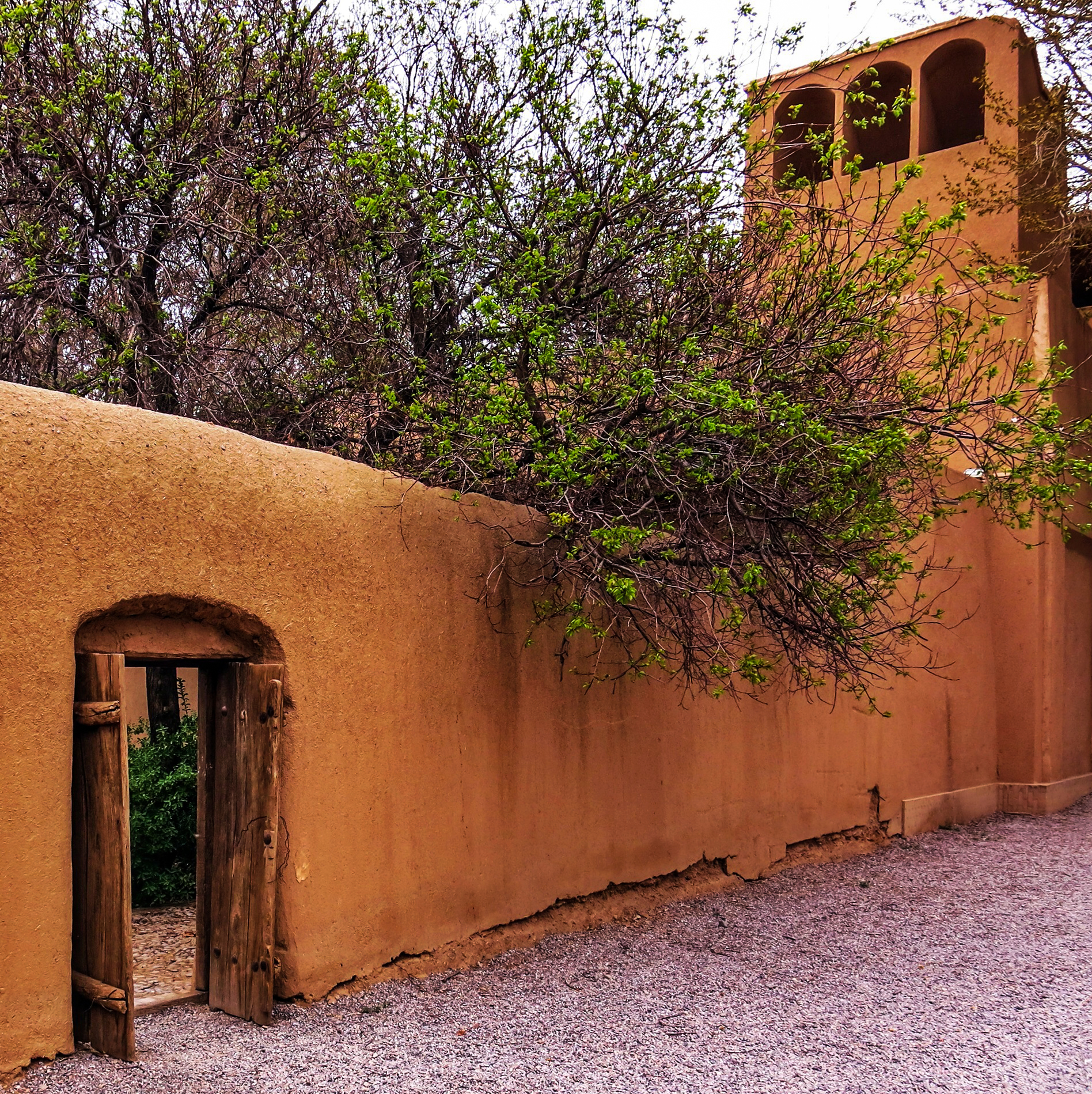
パフラヴァーンプール庭園
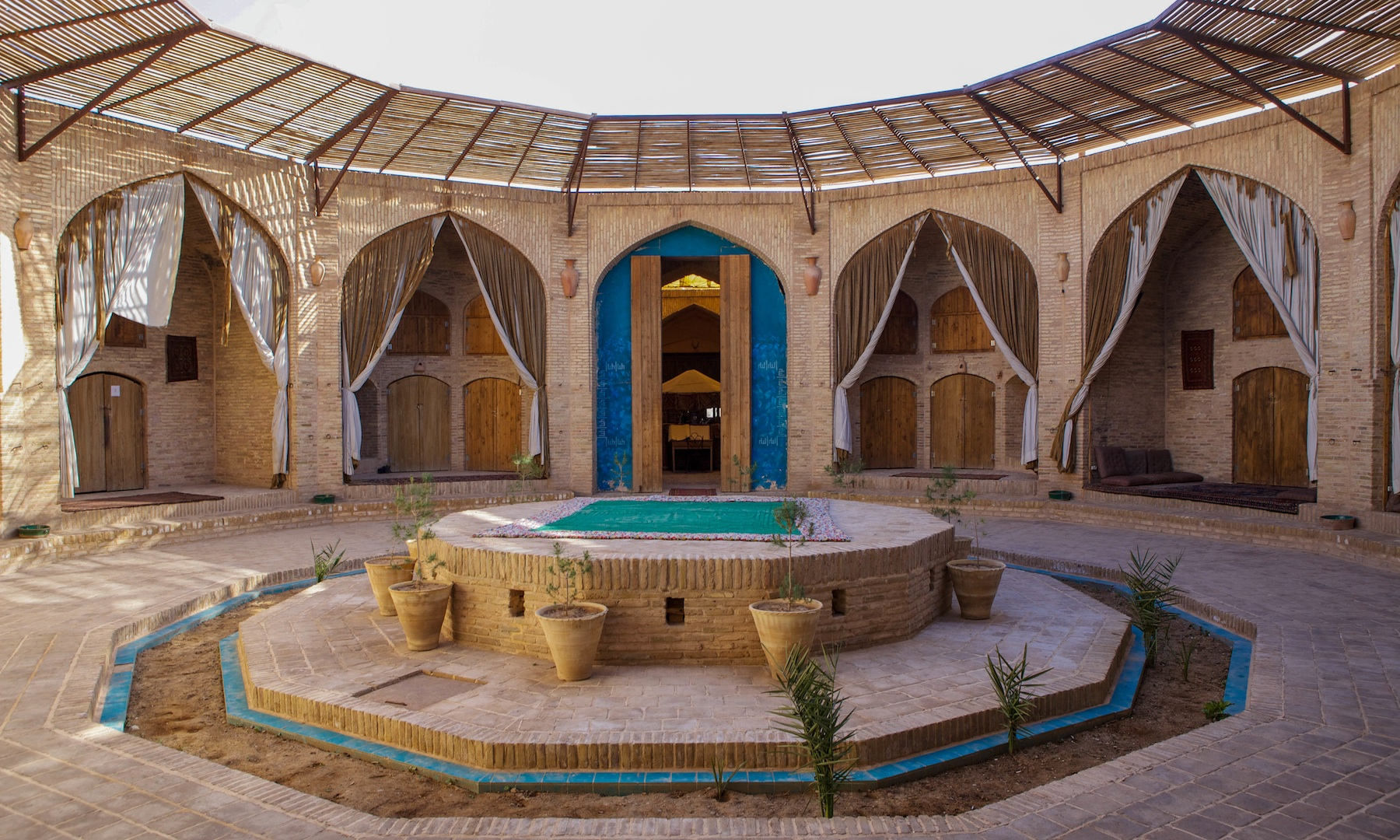
ゼイノッディーン・キャラヴァンサライ